# 睦子安
睦 子安（ぼく しあん、목자안; モク・チャアン、生没年不詳）は、高麗の武臣。

## 生涯
1378年（禑王4年）、商議として密直副使となった。
1379年3月、全羅道副元帥兼都巡問使に任命され、10月、密直副使として、賛成事睦仁吉とともに、全羅道に侵入した倭寇を掃討した。
1385年6月、江陵道都体察使として、平海府（今の慶尚北道蔚珍郡）に侵入した倭寇を撃退した。